# Olga Markowa (Leichtathletin)
Olga Markowa (russ. Ольга Маркова; engl. Transkription Olga Markova; * 6. August 1968) ist eine ehemalige russische Marathonläuferin.
1990 wurde sie Dritte beim Hamburg-Marathon und gewann den Marine Corps Marathon. Im Jahr darauf wurde sie Dritte beim Los-Angeles-Marathon, Vierte beim Bila-Zerkwa-Marathon und Zweite beim New-York-City-Marathon.
1992 gewann sie als erste Russin den Boston-Marathon in 2:23:43 h, was zum damaligen Zeitpunkt die zweitschnellste Zeit auf diesem Kurs war. Dennoch wurde sie nicht ins Vereinte Team der Gemeinschaft unabhängiger Staaten (GUS) für die Olympischen Sommerspiele 1992 aufgenommen, da der Verband beschloss, nur solche Läuferinnen zu berücksichtigen, die beim offiziellen Qualifikationsmarathon (dem Los-Angeles-Marathon) gestartet waren. Im olympischen Marathon von Barcelona gewann dann die anstatt Markowa nominierte Walentina Jegorowa die Goldmedaille, während Markowa zum Saisonabschluss erneut Zweite in New York City wurde.
Im Jahr darauf kam es dann in Boston zum ersten Aufeinandertreffen dieser beiden russischen Läuferinnen, die bis zur Hälfte der Strecke gemeinsam das Feld anführten. Danach setzte sich Markowa ab, und während Jegorowa später das Rennen aufgab, verteidigte Markowa in 2:25:27 ihren Titel mit viereinhalb Minuten Abstand auf die Zweite. 1994 wurde Markowa Zehnte beim Osaka Women’s Marathon.
Olga Markowa lebt heute in Gainesville (Florida).